# بطن حاد
يشير مصطلح البطن الحاد (بالإنجليزية: Acute abdomen)‏ إلى ألم بطني مفاجئ جديد. يعتبر حالة طبية طارئة في العديد من الحالات، إذ يحتاج إلى تشخيص عاجل ومحدد. يحتاج عدد من أسباب البطن الحاد إلى علاج جراحي عاجل.

## الأسباب
تشمل التشاخيص التفريقية المحتملة للبطن الحاد ما يلي:
1. التهاب الزائدة الحاد.
2. القرحة الهضمية الحادة واختلاطاتها.
3. التهاب المرارة الحاد.
4. التهاب البنكرياس الحاد.
5. الإقفار المعوي الحاد.
6. التهاب الرتوج الحاد.
7. الحمل الهاجر المترافق بتمزق البوق.
8. انفتال المبيض.
9. التهاب الصفاق الحاد.
10. القولنج الحالبي الحاد.
11. انفتال الأمعاء.
12. انسداد الأمعاء.
13. التهاب الحويضة والكلية الحاد.
14. النوبة الكظرية.
15. القولنج المراري.
16. أم دم الشريان الأبهري البطني.
17. حمى البحر الأبيض المتوسط العائلية.
18. تدمي الصفاق البطني.
19. تمزق الطحال.
20. الحصيات الكلوية.
21. نوبات فقر الدم المنجلي.
22. الداء السرطاوي (الكارسينويد).

### التهاب الصفاق
كثيرًا ما يُستخدم مصطلح البطن الحاد بشكل متبادل مع التهاب الصفاق. في حين لا يُعتبر هذا الاستخدام صحيحًا بشكل تام، يُعتبر التهاب الصفاق مصطلحًا أكثر دقة، وهو يشير إلى فعالية التهابية في غشاء الصفاق (البريتوان) المغلف لأحشاء البطن. يظهر التهاب الصفاق بالفحص السريري على شكل علامة الإيلام المرتد، أو الألم عند إزالة الضغط أكثر من تطبيق الضغط على البطن. يمكن أن ينتج التهاب الصفاق عن عدد من الأمراض السابقة، خصوصًا التهاب الزائدة والتهاب البنكرياس. في حين يرتبط الإيلام المرتد بشكل شائع بالتهاب البريتوان، يُعتبر الدفاع البطني (صلابة البطن عند الفحص) العلامة الأكثر نوعية.

### البطن الحاد الإقفاري
تميل الاضطرابات الوعائية إلى التأثير على الأمعاء الدقيقة أكثر من المعي الغليظ. تتلقى الأمعاء ترويتها الدموية من الشريانين المساريقيين العلوي والسفلي، ويتفرع كلاهما من الشريان الأبهر.
يروي الشريان المساريقي العلوي ما يلي:
1. الأمعاء الدقيقة.
2. الكولون الصاعد والثلثان القريبان من الكولون المعترض.

يروي الشريان المساريقي السفلي ما يلي:
1. الثلث البعيد من الكولون المعترض.
2. الكولون النازل.
3. الكولون السيني.

من الجدير بالذكر أن تروية الثنية الطحالية (الوصل بين الكولون المعترض والكولون النازل) تأتي من الأجزاء الأكثر بعدًا من كل من الشريانين المساريقيين العلوي والسفلي، وبالتالي تُعرف باسم منطقة التحول، وهي بالتالي أكثر المناطق تعرضًا لحدوث الإقفار خلال فترات نقص التروية مثل الصدمة.
عادة ما ينتج البطن الحاد من النوع الوعائي عن ما يلي:
1. جلطة دموية منتقلة عبر الأوعية من الجانب الأيسر من القلب، وهي ما يمكن أن يحدث نتيجة اضطراب الرجفان الأذيني ما يؤدي إلى انسداد الشريان المساريقي العلوي.
2. يمكن أن يساهم الإقفار غير الانسدادي مثل ما يحدث في هبوط الضغط التالي لقصور القلب، لكنه يؤدي عادة إلى احتشاء مخاطي أو جداري، على عكس الاحتشاء العابر للجدار الذي يلي عادة انسداد الشريان المساريقي العلوي الناتج عن صمة.
3. يمكن أن يسبب الخثار الوريدي المساريقي البدئي أيضًا بطنًا حادًا، عادة ما تسبقه حالة مؤهبة للتخثر مثل احمرار الدم الحقيقي.

من الناحية السريرية، يشكو المرضى من ألم بطني منتشر وتطبل في البطن وإسهال مدمى. بالفحص السريري تغيب الأصوات المعوية. تظهر التحاليل المخبرية ارتفاعًا في الكريات البيض على حساب الخلايا المعتدلة (كثرة العدلات) مع انحراف أيسر في بعض الحالات وارتفاعًا في مستوى أميلاز المصل. يظهر التصوير الشعاعي للبطن العديد من السويات السائلة الغازية، إضافة إلى وذمة واسعة الانتشار. يُعتبر البطن الحاد الإقفاري حالة جراحية إسعافية. يشمل العلاج الجراحي نموذجيًا استئصال المنطقة المحتشية من الأمعاء، يلي ذلك مفاغرة بقية الأنسجة السليمة.

## الاستقصاءات
يجب إجراء صورة البطن الشعاعية البسيطة مع التصوير المقطعي المحوسب أو بدونه لجميع المرضى القادمين إلى وحدات الإسعاف بشكاية الألم البطني الشديد. يمكن أن تقدم الاستقصاءات الشعاعية تشخيصًا تفريقيًا بين الآليات المرضية البسيطة والمعقدة. لكن الأولوية للإنعاش بالسوائل والفحص الإسعافي السريع بالأمواج فوق الصوتية لدى المرضى غير المستقرين، وإذا أظهر الفحص وجود سائل حر في البطن يُنقل المريض مباشرة إلى غرفة العمليات. تقدم هذه الاستقصاءات أيضًا الدليل للطبيب على ضرورة التداخل الجراحي أو غياب الحاجة إليه.
غالبًا ما يُجرى للمرضى تعداد كامل للدم، وذلك لتحري وجود موجودات نموذجية مثل كثرة العدلات الموجهة نحو التهاب الزائدة.
بشكل تقليدي، يوصى بتجنب استخدام المورفينات والأدوية المسكنة لدى المرضى المصابين ببطن حاد قبل إجراء الفحص السريري، وذلك لأن استعمالها قد يؤثر على موجودات الفحص. لكن الأدب الطبي لا يذكر أي نتائج سلبية مرتبطة بهذا التغير.